# Puntius vittatus

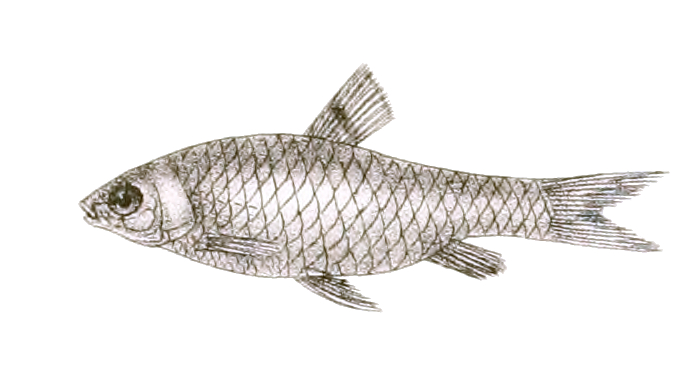
Hình vẽ của chúng

Puntius vittatus (tên thường gọi của chúng là greenstripe barb, silver barb hay striped barb) là một loài cá nhiệt đới có thể sống trong nước ngọt và nước lợ thuộc phân họ Cyprininae trong họ cá chép. Nó có nguồn gốc từ vùng biển nội địa ở châu Á và được tìm thấy ở Pakistan, Ấn Độ và Sri Lanka.
Chúng là loài đẻ trứng trên nền đáy và không bảo vệ trứng. Tình trạng bảo tồn của chúng là ít được quan tâm.
Puntius vittatus là tên được đặt tên bởi nhà nghiên cứu F. Day vào năm 1865, và cũng được đề cập đến trong các tài liệu khoa học với tên Barbus vittatus. Từ " vittatus " có nghĩa là "sọc theo chiều dọc"(theo tiếng Anh: striped lengthwise), và được phát âm là "vy-TAH-tus".
Kích thuờc của chúng có thể đạt đến tới 5 cm (2 inch).
Chúng có tầm quan trọng trong việc buôn bán các sinh vật thủy sinh và được dùng làm môi câu.

## Môi trường sống
Trong tự nhiên, nó sống trong các ao, suối và hồ ở vùng đồng bằng và thường được tìm thấy trong các cánh đồng lúa tại những nơi có khí hậu nhiệt đới, ngoài ra, chúng còn có thể sống trong môi trường nước lợ. Nước chúng ở cần có với độ pH 6,0 - 6,5, độ cứng của nước từ 8 - 15 dGH và nhiệt độ từ 68 - 75 °F (20 - 24 °C). Thức ăn chủ yếu của nó là các loại tảo như tảo sợi và tảo xanh lục.